# Пистоя (провинция)
Пистоя (итал. Provincia di Pistoia) — провинция в Италии в регионе Тоскана. Административным центром провинции является одноимённый город.

## География
Территория провинции занимает площадь 964,12 км², население — 291 788 человек на 2015 год.
Провинция состоит из комбинации ровных долин и гор. Горы Пистои и курорты Абетоне и Вал-ди-Луц — популярные места среди туристов-лыжников. Город Пистоя находится приблизительно в 40 км и от Лукки, и от Флоренции. Земля вокруг городов Пистоя и Пеша — популярное место для выращивания цветов и растений на продажу на международном рынке, а город и коммуна Куаррата известны производством деревянной мебели.

## Города и коммуны провинции Пистоя
Провинция разделена на 22 коммуны.
- Пистоя — коммуна и административный центр провинции Пистоя
- Монтекатини-Терме — город-спа-курорт
- Пеша — город
- Самбука-Пистойезе — коммуна